# Nathan Yalin Mor
Nathan Friedman (1913 - 1980), ancien membre du Betar et révisionniste en Pologne puis militant sioniste révisionniste en Palestine mandataire et enfin homme politique israélien, est connu sous le nom hébreu de Nathan Yalin Mor (ou Natan Yellin Mor). Il a été un des dirigeants du Lehi, groupe armé radical de la droite sioniste de 1940 à 1948 en Palestine. 
Dans les années 1960 - 1970, il est devenu un des porte-paroles du courant radical pacifiste, qui se prononçait pour des négociations immédiates avec l' OLP et souhaitant des concessions en faveur des Arabes palestiniens.

## Jeunesse
Né Nathan Friedmann à Hrodna, ville de Biélorussie, alors dans l'Empire russe, Nathan Yalin Mor rejoint assez jeune la droite sioniste (parti révisionniste) et plus spécifiquement son organisation de jeunesse, le Betar. Il rallie ensuite le parti révisionniste lui-même et enfin, dans la seconde moitié des années 1930, l’Irgoun. Cette dernière est une organisation armée proche du parti révisionniste, fondée en 1936, et active à compter de 1937, dans les attentats contre la population arabe palestinienne. De la fin 1937 à la fin 1939, l'Irgoun commet ainsi plusieurs dizaines d’attentats, qui font plus de 250 victimes civiles arabes.
À la fin des années 1930, Yalin Mor sera le rédacteur du journal de l’Irgoun à Varsovie. Il y croise Avraham Stern, un des dirigeants de l’Irgoun, chargé par son organisation de superviser la coopération apportée à partir de 1937 par le gouvernement polonais à l’ Irgoun. Pour en savoir plus sur cette coopération, il convient de voir l'article intitulé : Le « plan d’évacuation ».
En mai 1939, pour apporter une réponse politique à la Grande Révolte arabe en Palestine, qui avait commencée en 1936, la Grande-Bretagne décide le 17 mai 1939 dans son troisième livre blanc pour la Palestine de freiner l’immigration juive vers la Palestine et promet alors la création d'un seul État en Palestine à majorité arabe, au plus tard en 1949. Le projet d'un État juif est nettement rejeté, puisque « le gouvernement de Sa Majesté déclare aujourd’hui sans équivoque qu’il n’est nullement dans ses intentions de transformer la Palestine en un État juif ».
L’Irgoun, en partie sous l’influence d’Avraham Stern, décide de réorienter ses actions contre la Grande-Bretagne et ses forces établies en Palestine. Des attentats commencent à être commis, contre des casernes, des entrepôts militaires  et des postes de police. Mais,  en septembre 1939, la Seconde Guerre mondiale éclate. David Raziel, responsable de l’Irgoun, décide d’un cessez-le-feu avec la Grande-Bretagne, dans le but de combattre ensemble l’Allemagne nazie. 
Mais Avraham Stern et la majorité du commandement de l’Irgoun refusent. En septembre 1940, Stern crée une nouvelle organisation armée, qui a notamment pour but de lutter contre les Britanniques en Palestine ; elle sera connue plus tard sous le nom de Lehi (abréviation en hébreu de : « combattants de la liberté » ).   Nathan Yalin Mor rejoint ses rangs et prend pour nom de guerre : Gera.

## Tentative de prise de contact avec les nazis
En 1941, Yalin Mor parvient à quitter l’Europe nazie et trouve clandestinement refuge en Palestine. Hostile au cessez-le-feu de l’Irgoun depuis septembre 1939, il a rallié les partisans de Stern. Celui-ci le convainc que le danger principal pour le projet sioniste en Palestine n’est pas le nazisme mais la Grande-Bretagne. À ce titre, Stern tentait sans succès de prendre contact avec l’Allemagne nazie depuis décembre 1940 afin de proposer à celle-ci un soutien contre la Grande-Bretagne et pour le départ des juifs d’Europe vers la Palestine.
Yalin Mor sera celui qui fera la dernière tentative de contact. D'après Yalin Mor, Stern lui démontra « qu'il faut savoir établir une distinction entre l'adversaire et l'ennemi […]. Notre devoir […] est […] de libérer notre patrie. Pour y parvenir, nous devons utiliser tous les moyens, y compris une alliance avec notre ennemi ». En décembre 1941, il est envoyé par Stern dans les Balkans pour y prendre contact avec le troisième Reich. Dénoncé, il est arrêté en Syrie, avant même d’avoir passé la frontière turque. Il est emprisonné par les Britanniques à la prison de Latroun, en Palestine. Il apprend en prison la mort de Stern, tué en février 1942.

## Membre de la direction du Lehi
Le 1er novembre 1943, Yalin Mor et 19 de ses compagnons du groupe Stern  s’évadent de la prison de Latroun par un tunnel clandestinement creusé de 70 mètres. Ils reprennent contact avec ce qui reste du Lehi, à l’époque dirigé par Yitzhak Shamir, futur cadre dirigeant du Mossad, futur député à la Knesseth en 1973, futur président de la Knesseth en 1977 et futur premier ministre, à deux reprises, d’Israël.
Une nouvelle direction du Lehi est alors formée. Appelée « le centre », elle est composée de trois anciens Juifs de Pologne,  tous anciens du Betar : Nathan Yalin Mor (responsable politique), Yitzhak Shamir (responsable des opérations) et Israël Eldad (responsable de la propagande).
Le Lehi va multiplier les attentats anti-britanniques dès la création de ses groupes de combat (en 1942) jusqu'à sa dissolution par les autorités israéliennes, en septembre 1948. Des dizaines de Britanniques — militaires, policiers, employés du Haut Commissariat — sont tués. Il est à noter que le  plus célèbre des assassinats proférés par le Lehi ne fut pas fait contre des Britanniques mais fut celui perpétré le 17 septembre 1948 contre le représentant de l'ONU en Palestine, le comte Folke Bernadotte et son adjoint, chef des observateurs militaires, le colonel français André Sérot.  
Le groupe est constitué de diverses sensibilités politiques . Mais au-delà de ses sensibilités, le Lehi adopte fin 1943 début 1944, sous l'influence de Yalin Mor, un vocabulaire « anti-impérialiste » et pro-soviétique très éloigné de ses origines ; en effet, Avraham Stern était un sympathisant déclaré du fascisme italien. « Le Lehi se perçoit [maintenant] comme un mouvement « révolutionnaire » qui, contrairement à l'Irgoun, a coupé toutes ses attaches avec la droite révisionniste ».
En 1947, le plan de partage de la Palestine est adopté par l’ONU le 29 novembre 1947 mais il est refusé par le Lehi et l'Irgoun, car ce plan ne prend pas en compte les revendications de ces deux organisations qui ne veulent pas d'un Etat arabe sur l'ancien territoire géré par les Britanniques et veulent un « grand Israël » , la Transjordanie devant être une partie de ce nouvel Etat. 
Dès la fin de la guerre, en septembre 1945, le Lehi réoriente ses actions contre les militants arabes palestiniens mais aussi la population locale qui les soutines civile.

## Le massacre de Deir Yassin
C’est dans ce cadre qu’a lieu le massacre de Deir Yassin le 9 avril 1948, où environ 120 à 150 Arabes palestiniens  sont tués, lors d'une attaque effectuée par une force combinée du Lehi et de l’Irgoun. Yalin Mor, responsable politique de l’organisation, semble avoir été choqué par le massacre. Il le condamnera un an plus tard, après la fin de la guerre.

## L’assassinat du comte Bernadotte
La direction du Lehi (dont fait partie Yalin Mor, depuis sa création) prendra une dernière décision importante à la fin de l’été 1948, en décidant de l’assassinat le 17 septembre 1948 à Jérusalem du médiateur des Nations unies, le comte Folke Bernadotte, et de son adjoint, le chef des observateurs militaires, le colonel français André Sérot, F. Bernadotte étant considéré comme prenant des positions trop défavorables à Israël. En réaction, le gouvernement israélien fait dissoudre le Lehi, qualifié d’organisation terroriste. 
Toutefois, « Yalin Mor et son adjoint Mattiyahu Shmulovitz, condamnés le 2 février 1949 à plusieurs années de prison, non pour meurtre mais pour appartenance à une organisation terroriste, seront relâchés deux semaines après […] et tous les autres détenus du Lehi bénéficieront d'une amnistie générale »décidée par le gouvernement israélien . Des années plus tard, des historiens israéliens révéleront que le gouvernement israélien était au courant de cet assassinat et que le ministre israélien de l' Intérieur avait dit aux membres du Lehi qu'ils seraient condamnés pour satisfaire l'opinion internationale mais qu'ils seraient libérés peu de temps après leur condamnation.   

## Le «parti des combattants»
Fin 1948, des anciens membres du Lehi créent un éphémère « parti des combattants ». Avec 5 300 suffrages, celui-ci obtient un siège à la Knesset de janvier 1949, dont Nathan Yalin Mor sera le titulaire.
Un premier et unique congrès du parti se tient du 20 au 27 mars 1949. Trois tendances s'identifient, recouvrant en partie les sympathies des trois dirigeants historiques : une tendance d'«extrême droite» autour d'Israël Eldad, une tendance « centriste », elle-même composite, qui regroupe les adhérents de gauche ou de droite qui ne veulent ni de l'extrême droite ni des communistes , suivant Yitzhak Shamir et Yalin Mor (lequel, malgré ses prises de position pro soviétiques, hésite encore à basculer franchement à gauche) et une petite tendance pro-soviétique.
Surtout uni par son ultranationalisme, mais très divisé sur les autres sujets, le parti éclatera rapidement. Ce sont Eldad et ses partisans qui, mis en minorité, seront les premiers à faire scission. Le parti des combattants condamnera encore les accords d'armistice israélo-arabes de 1949, qui attribuent notamment à la Jordanie 23 % de la superficie de l' ancienne  Palestine mandataire. Il réclame encore et toujours un État juif unifié sur toute la Palestine mandataire et l'ancienne Transjordanie, devenue royaume hachémite de Jordanie en 1949, comme le rappelle le symbole de l' Irgoun, qui englobe toute la zone représentant la Palestine et la Transjordanie.   
Beaucoup des anciens du Lehi, à l'exception toutefois de Yalin Mor et d' Eldad, rejoindront après la dissolution du « parti des combattants » le nouveau parti Herout , grand parti de la droite nationaliste.

## L’évolution à gauche
Nathan Yalin Mor, fidèle à son orientation pro-soviétique, évoluera vers les mouvements pacifistes israéliens et deviendra un compagnon de route du Parti communiste d'Israël après 1967. Il participera par exemple le 11 mai 1973 à une conférence israélo-arabe tenue à Bologne « pour la paix et la justice au Proche-Orient », aux côtés du Parti communiste israélien ou de personnalités comme le pacifiste Uri Avnery.
À partir de la guerre des Six Jours, il n’aura plus qu’une influence politique très marginale.